# Квітневе (Львівський район)
Квітне́ве — село в Україні, у Львівському районі Львівської області. Населення становить 419 осіб. Орган місцевого самоврядування — Бібрська міська рада. Колишні назви — Жабокруки, Жабокряки.

## Розташування
Село Квітневе — найбільше село за чисельністю населення Баковецької сільської ради. Розташоване на північних окраїнах Жидачівського району, за 45 км на південний схід від м. Львова, на пологих схилах горбистого пасма Опілля Волино-Подільської височини. Виникло на торговому Волоському шляху (Львів — Рогатин).

## Історія
Перша письмова згадка про цю місцевість датується 1374 року: село Жабокруки князь Владислав Опольчик надав шляхтичу Бенку з Кухар з умовою його переїзду з родиною до Галичини. 1386 року польський король Ягайло підтвердив надання Жабокрук Миколі Бенькові (Бенедиктові). 1469 року король Казимир Ягеллончик (син Ягайла) віддав Жабокруки панам Браницьким, у яких позичав гроші для своїх справ.
За адміністративно територіальним поділом 1946 року село під назвою Жабокряки входило до складу Новострілищанського району.
25 січня 1978 року ceло Жабокряки було перейменоване й отримало назву Квітневе.

## Політика

### Парламентські вибори, 2019
На позачергових парламентських виборах 2019 року у селі функціонувала окрема виборча дільниця № 460308, розташована у приміщенні народного дому.
Результати
- зареєстровано 273 виборці, явка 70,70%, найбільше голосів віддано за «Голос» — 22,28%, за «Слугу народу» — 16,06%, за «Європейську Солідарність» — 15,03%.[5] В одномандатному окрузі найбільше голосів отримав Андрій Кіт (самовисування) — 38,86%, за Олега Канівця (Громадянська позиція) — 35,75%, за Володимира Наконечного (Слуга народу) і Володимира Гаврона (Голос) — по 5,70%[6].

## Пам'ятки
У селі збереглася дерев'яна церква Введення у Храм Пресвятої Богородиці (1772).

## Відомі люди

### Дідичі
- міщанин Микола Бенко та його дружина Анна з Жабокруків; після пожежі дерев'яного храму надали головну частину коштів для будівництва готичного домініканського костелу Божого Тіла (збудований 1407 року[8])